# Gilgandra
Gilgandra – miasto w Australii, w stanie Nowa Południowa Walia.